# Шотландська геральдика
Хоча геральдика в Шотландії в основному схожа на геральдику в Англії та в інших країнах Західної Європи, вона має свої відмінні риси. Його геральдична адміністрація є окремою від решти Сполученого Королівства.

## Виконавчий

Герб, який може використовувати геральдичний король лорда Ліона, причому символ не можна поєднувати з особистим гербом посадовця.

Шотландська геральдична виконавча влада відокремлена від решти Сполученого Королівства і покладена на геральдичного короля лорда Ліона. Найдавніші згадки про Ліона як такого належать до правління Роберта Брюса в 1318 році, хоча щодо деяких його функцій він вважається наступником королівських чиновників, що датуються давніми кельтськими часами. Лорд Ліон здійснює загальну юрисдикцію над усіма гербовими справами в Шотландії та виконує функції судді Королівства. Він також вирішує питання, що стосуються представництва родини, родоводів і генеалогії. Крім того, він контролює всі державні, королівські та громадські церемонії в Шотландії. Лорд Ліон також заявляє про право вирішувати, хто є главою клану чи вождем родини чи імені, хоча його повноваження визначати вождя оскаржуються.
Останнім часом у виконанні його обов'язків йому допомагав штат із трьох герольдів і преслідувачів, а також ліонський клерк і хранитель записів.
Відповідно до глави 47 Акту 1672 року лорд Ліон уповноважений надавати герб «благочестивим [чеснотним] і гідним особам». За словами Іннеса з Лірні: «[Шотландський] герб є зовнішньою ознакою шляхетства, а герб офіційно описується як „Символ шляхетства“. Патент на герб — це . . . диплом шляхетства. . . .» Уточнюючи це твердження, пізніший автор шотландської геральдики зазначив: «Технічно дарування герба від лорда Ліона є патентом шляхетства; таким чином отримувач „зараховується до всіх шляхтичів у шляхетство Шотландії“. Це не є званням або будь-яким титулом. Це соціальна відмінність, яка не має жодних правових привілеїв».

## Принципи
Основна функція геральдики, як особистої, так і корпоративної, полягає в тому, щоб символізувати особу власника герба. У Шотландії клан, сім'я та ім'я збереглися як важливі сутності в соціальній організації шотландського суспільства.
У шотландській геральдиці немає такого поняття, як «родовий герб». Молодшим членам сім'ї приписуються специфічні і відповідні відмінності в гербі предка.
Шотландська геральдика діє згідно з припущенням, що всі ті, хто має одне прізвище, є родичами, хоч і далекими. Отже, там, де вже існує герб глави родини, нові надання герба особам із таким самим прізвищем, як правило, будуть варіаціями цих гербів. «[О]значною особливістю шотландської геральдики є те, що порівняно з Англією та іншими країнами основні герби відносно нечисленні, але існують численні відмінні версії кожного основного герба. Основний, або простий нерозрізнений герб і герб, є власністю не „сім'ї“, а „вождя“ кожного клану чи дому…».
Суворе дотримання бризури, або потреба бризурою відрізняти свій герб від вождя родини, пояснюється постійністю старих сімей. З раннього періоду провідні сім'ї Англії згасли по чоловічій лінії. Деякі з них продовжують існувати по чоловічій лінії, але є відносно маловідомими, оскільки походять від нетитулованих відгалужень стародавніх родин. З іншого боку, шотландські родини відрізнялися численними спадкоємцями. Субінфеодація, яка була заборонена в Англії з часів королів Плантагенетів, в основному практикувалася в Шотландії. Цілі райони Шотландії мають свої переважні назви, які зазвичай належать до старих родин. Прізвища довгий час після їхнього введення використовували лише шляхта; і коли вони почали прийматися нижчими орденами, член клану майже незмінно брав ім'я свого вождя, вважаючи себе членом його родини, принаймні через усиновлення, якщо не через кров. В Англії з'явилися нові чоловіки і заснували нові сім'ї; було легше взяти на озброєння нову зброю, ніж відстежувати зв'язок із тими, хто загинув. Звідси сталося, що в той час як в Англії безліч абсолютно різних гербів величезна, в Шотландії кількість оригінальних гербів невелика.
Найпершими існуючими прикладами шотландської геральдики є герби Стюартів з печаток останньої половини ХІІ століття та першої половини ХІІІ століття, на яких зображено шаховий знак, який досі є характерною рисою шотландської геральдики ХХІ століття.
Гербовий король Лорд Ліон має життєво важливий і постійний вплив на сімейну організацію в Шотландії. Залежно від умов первісного дарування, герби успадковуються спадкоємцем, яким може бути спадкоємець чоловічої статі, спадкоємиця жінки або спадкоємець за tailzie (спадкоємець, призначений у кровному спорідненні).

## Характеристики

### Девізи
Однією з найбільш очевидних візуальних відмінностей шотландської геральдики від геральдичних стилів, що використовуються в інших місцях, є те, що сувій, на якому відображається девіз, майже завжди розташований над гербом у шотландських знаках, як зображено на ілюстрації королівського герба Шотландії вище.[Note 3] Однак ця різниця не лише візуальна. У шотландській геральдиці девізи вважаються складовою надання герба і можуть бути змінені лише шляхом повторного надання герба. В англійській геральдиці, хоча девіз зазвичай ілюструється в патенті на зброю, за дуже рідкісними винятками, він не входить до словесного надання гербів. Отже, англійські девізи можна змінювати за бажанням.

Система Стодарт розрізнення гербів відгалужень родів

### Бризура
Інша відмінність між шотландською та англійською геральдиками, яку можна помітити за зовнішнім виглядом самого щита, полягає в системах, що використовуються для розрізнення молодших синів армігера, відомих як бризура. Англійська геральдика використовує низку невеликих символів, які називаються брузурами, щоб розрізнити старшого представника гербової родини та молодших ліній, відомих як «гілки родичів» . У Шотландії, за винятком лінії безпосереднього спадкоємця, цю функцію виконує серія бордюрів (бордюр), що оточують щит різних кольорів і малюнків, що називається системою «Стодарт». У шотландській практиці бризури функціонують лише як «тимчасові домашні знаки розрізнення, які використовуються дітьми»… без офіційної влади Ліонського офісу, доки вони не створять власні сім'ї".

### Бейджі
Геральдичні бейджі трактуються інакше в шотландській геральдичній практиці, ніж в англійській гербовій практиці. Бейдж можна визначити як «гербовий знак, який не є частиною герба, а… доступний військовій особі чи корпорації з метою ідентифікації». Бейджі можуть складатися не більше ніж із фігури щита, але інші були емблемами, прийнятими за їх приховане значення або натяком на ім'я, титул чи посаду. В Англії вручення бейджів армігерам Гербовою колегією в останні роки стало «звичним явищем».

Гербовий бейдж, який підходить для члена клану Маклахлан.

Однак у шотландській геральдиці надання бейджів обмежується тими категоріями осіб, які, як очікується, матимуть «численних послідовників», тобто значну кількість прихильників або послідовників. Як правило, нагрудними знаками нагороджуються лише пери, барони, вожді кланів, а також глави земельних будинків і лише тоді, коли лорд Ліон переконаний, що надання нагрудного знака є виправданим з практичних міркувань. Корпоративні органи, як-от органи місцевого самоврядування, школи, компанії чи спортивні клуби, також можуть отримувати бейджі, щоб їхні учасники демонстрували свою приналежність.
Однак шотландська геральдика також визнає унікальну форму бейджа — гербовий бейдж. У випадку армігера цей пристрій складається з його герба, оточеного простим колом, на якому вписаний девіз особи. Як знак вірності своєму вождю, членам клану дозволяється носити значок члена клану, що складається з герба вождя, оточеного ремінцем і пряжкою, на якій вписаний девіз вождя.

### Клейнод
В англійській геральдичній практиці клейнод, нашоломник або емблема, що з'являється над шоломом або введенням у повному гербі, не повинен дублювати будь-який раніше наданий герб. Подібно до того, як кожен щит має бути унікальним, так само має бути і кожен клейнод. У Шотландії, однак, дозволено, і це не рідкість, коли дві або більше різних сімей мають один клейнод. Оскільки шотландська геральдика поєднує герб і девіз у гербовий бейдж, поєднання герба та девізу в кожному випадку повинно бути унікальним.

### Щитотримачі
У традиційній геральдичній практиці герби проходять по чоловічій лінії. Якщо батько жінки носить герб і після його смерті не залишилося в живих синів або дітей синів, жінка є геральдичною спадкоємицею і може передати герб свого батька своїм нащадкам. В Англії, якщо в живих залишилося більше ніж одна дочка, кожна з них передає герб свого батька на рівних умовах. У Шотландії лише старша донька, що вижила, передає своїм нащадкам цілісний герб свого батька.

### Четвертування
У геральдиці щит можна розділити на чверті, по суті, рівні секції або четвертини. Останнім часом це зазвичай відбувається в результаті одруження армігера з геральдичною спадкоємицею. Англійська геральдика, здається, не обмежує такі поділи, які продовжують називати «четвертуванням», незалежно від того, скільки їх додається. Шотландська практика віддає перевагу простоті дизайну і дозволяє кожну чверть розрізати окремо, але не більше. Таким чином, шотландський щит обмежений шістнадцятьма четвертинками.

## Важливі роботи

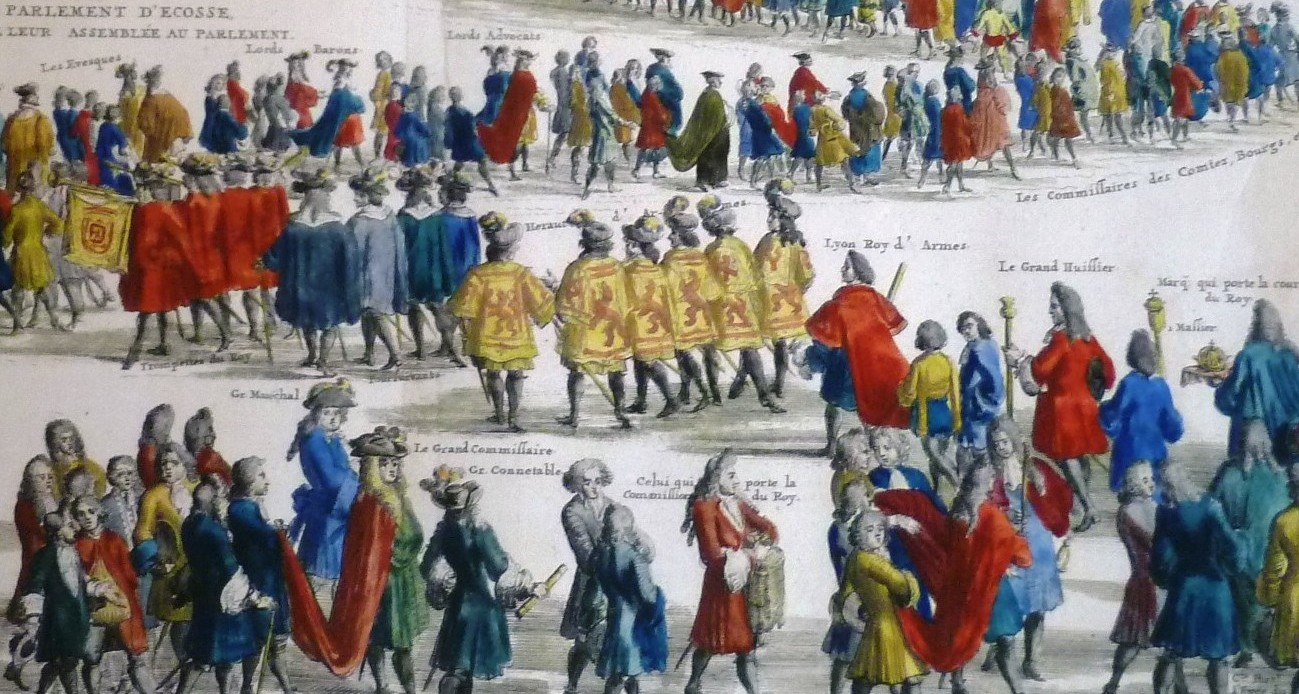
Шотландські герольди та лорд Ліон, французька ілюстрація відкриття шотландського парламенту XVIII ст.

«Шотландія не має стародавніх сувоїв гербів, як в Англії, і її найдавнішим документом будь-якої ваги є Armorial de Gelré 1369—1388, що зберігається в Брюсселі — європейський рукопис із розділом про шотландські герби». Перший справді шотландський герб датується лише 1508 роком.
Дві найстаріші та найважливіші праці на тему шотландської геральдики — «The Science of Herauldry» (Наука про геральдику) Джорджа Маккензі з Роузхо, вперше опублікована в 1680 році, і «A System of Heraldry» (Система геральдики) Александра Нісбета, вперше опублікована в 1722 році. Маккензі вважається юридичним авторитетом у питаннях шотландської геральдики. Невідомо, чи Нісбета також вважають «інституційним авторитетом», але «його робота була дуже шанобливою з моменту її появи в 1722 році».
Мабуть, найвідомішим твором шотландської геральдики є «Public Register of all Arms and Bearings in Scotland» (Публічний реєстр усіх гербів та знаків у Шотландії), відомий просто як Публічний реєстр або навіть Ліонський реєстр. Було сказано, що: «Немає кращого доказу різноманітності та пишноти геральдичного мистецтва в будь-якій точці світу, ніж той, який можна знайти в [Ліонському реєстрі]…» Твір було створено відповідно до Статуту 1672 року, який передбачав, що в ньому записується всі герби, належним чином зареєстровані у лорда Ліона. Перший том був переплетений у 1677 році, і з того часу його сумлінно зберігали. Кожна із серії масивних томів містить 120 сторінок пергаменту, і це включає роботи деяких з найбільших геральдичних художників Шотландії протягом майже трьох з половиною століть.

## Громадянська геральдика
Громадянська геральдика Шотландії особливо багата гербами бургів з XV століття, які все ще використовуються в 21-му.
Найдавнішою цивільною геральдикою, здається, був герб Данді, якому 600 років тому.
У січні 2008 року лорд Ліон, гербовий король, відхилив петицію про вручення гербів для міста Інвернесс на тій підставі, що не існує юридичної особи, якій можна було б надати герб.